# Vlašić Skakaonica
Die Vlašić Skakaonica ist eine Skisprungschanze der Kategorie K 87 auf dem Vlašić, dem Sport- und Skizentrum von Travnik in Bosnien und Herzegowina. Heutzutage ist die Schanze außer Betrieb.

## Geschichte
Vor den Olympischen Winterspielen 1984 in Sarajewo trainierten auf der Vlašić Skakaonica die jugoslawischen Skispringer unter dem polnischen Trainer Janusz Fortecki, damit sie zumindest als Vorspringer bei den Olympischen Spielen antreten konnten.
Vor 1990 sollte sogar ein Europa-Cup-Springen stattfinden. Die Planungen wurden aber verworfen und es fand keine Europa-Cup-Springen statt.
In Travnik wird seit dem Jahr 2000 über eine Renovierung der Schanze nachgedacht, obwohl sie schon seit vielen Jahren nicht mehr genutzt wird.